# Heterokaryoot
Heterokaryoot verwijst naar een cel (heterokaryon) waarin twee of meerdere genetisch verschillende celkernen voorkomen. Bij filamenteuze fungi ontstaan heterokaryote cellen uit plasmogamie van homokaryote cellen. Het heterokaryote dikaryon is de predominante fase in de levenscyclus van basidiomyceten en kan gezien worden als het genetisch equivalent van diploïde cellen bij hogere planten. Typisch hierbij is dat er geen karyogamie optreedt en dat de celkernen naast elkaar blijven bestaan, ook bij verdere celdeling (mitose). Het is pas wanneer de basidiocarpen gevormd worden tijdens de seksuele, reproductieve fase, dat karyogamie zal optreden, onmiddellijk gevolgd door meiotische celdeling en de vorming van basidiosporen.